# Bocuse d’Or
Bocuse d’Or („Goldener Bocuse“) ist ein internationaler Kochwettbewerb, der seit 1987 alle zwei Jahre in Lyon ausgetragen wird. 

## Allgemeines
Der Wettbewerb wurde vom französischen Drei-Sterne-Koch Paul Bocuse gegründet. 
Es werden Preise in den Kategorien Gold, Silber und Bronze vergeben. 
Bekannte Preisträger im deutschsprachigen Raum waren Hans Haas (Bronze 1987), Léa Linster (Gold 1989) und Patrik Jaros (Bronze 1995).